# Виктор Амадей I Савойский-Кариньянский
Виктор Амадей I Савойский (итал. Vittorio Amedeo I di Savoia; 1 марта 1690, Турин, Пьемонтское княжество — 4 апреля 1741, Турин, Сардинское королевство) — принц из Савойского дома, 3-й принц Кариньяно, сын Эммануила Филиберта, принца Кариньяно. Маркиз Раккониджи и Буска с Каваллермаджоре, Виллафранка, Вигоном, Бардже, Казелле, Роккавьоне, Певераньо и Бовесом. Известный игроман и меломан. Кавалер Высочайшего ордена Благовещения.

## Биография
Виктор Амадей родился в Турине 1 марта 1690 года. Он был третьим ребёнком и первым сыном Эммануила Филиберта, принца Кариньяно и Марии Катерины д’Эсте. В 1696 году был возведён в кавалеры Высочайшего ордена Благовещения. Женился на кузине Виктории Франциске Савойской, незаконнорождённой дочери своего дяди, сардинского короля Виктора Амадея II.
Из-за пристрастия принца к азартным играм, в 1717 году дядя-король лишил его 400 000 ливров годового дохода. В 1718 году принц бежал из-под королевской опеки и от кредиторов во Францию. В 1733 году он обосновался в Париже, куда к нему переехала супруга. Они поселились в Суассонском дворце, который превратили в элитный игорный дом.
Виктор Амадей был страстным поклонником оперы. Он был назначен интендантом «меню-плезир дю руа», то есть курировал все зрелищные представления при дворе французского короля Людовика XV. Принц учинил скандал, когда застал свою любовницу, актрису Мари Антье, в обществе генерального откупщика Александра Ле Риш де Ла Пупелиньера. Любовницей Виктора Амадея была также известная танцовщица Барбара Кампанини.
Он умер 4 апреля 1741 года, оставив по себе огромные долги. Суассонский дворец был продан его сыном, чтобы расплатиться с кредиторами. Позже дворец был снесен и на его месте ныне стоит Торгово-промышленная палата Парижа.

### Брак и потомство
В замке Монкальери 7 ноября 1714 года состоялась церемония бракосочетания между Виктором Амадеем Савойским, принцем Кариньянским и принцессой Викторией Франциской Савойской (09.02.1690 — 08.07.1776), мадемуазель ди Суза, незаконнорождённой дочерью Виктора Амадея II, короля Сардинии и Жанны Батисты д’Альбер де Люинь, графини Веруа. В этом браке родились пятеро детей:
- принц Иосиф Виктор Амадей (21.5.1716 — 27.10.1716), принц Савойский, принц Кариньянский;
- принцесса Анна Тереза (1.11.1717 — 5.4.1745), принцесса Савойская, принцесса Кариньянская, вышла замуж за Шарля де Роган (16.7.1715 — 4.7.1787), герцога де Роган-Роган, принца де Субиз, герцога де Вентадур, принца д’Эпинуа и графа де Сен-Поль, маршала Франции;
- принц Людовик Виктор (25.9.1721 — 16.12.1778), принц Савойский, принц Кариньянский, женился на Кристине Генриетте Гессен-Рейнфельс-Ротенбургской (21.11.1717 — 1.9.1778);
- принц Виктор Амадей (16.6.1722 — 1722), принц Савойский, принц Кариньянский;
- мертворождённая принцесса (ум. 24.3.1729)[1].

У Виктора Амадея были дети от нескольких любовниц. Он признал бастардов:
- от Феличиты Пара ди Мариньян (ум. 1742) — сына Джованни ди Мариньян (ок. 1712—1742), с 1731 года лейтенант Пьемонтского полка, в 1723 году принял священный сан и позднее стал аббатом, и дочь Марию Анну Людовику ди Мариньян (ок. 1714—1769), в 1752 году приняла монашество с именем Марии Клары в монастыре святой Клары в Пинероло;
- от Марии Вонсар (Танзоль) — дочь Амадею Анну Вонсар (1730—1813), которой дал титул мадемуазели де Виллафранка, вышла замуж за Жозефа Бижер-Мюрине, и сына Филиберта Амадея Вонсар (1731—1807), которому дал титул кавалера Раккониджи, рыцарь Мальтийского ордена, капитан драгунского полка дофина Франции, кавалер Большого Креста ордена святых Маврикия и Лазаря, женился на баронессе Кристине де Ла Тур де Ремуле.

Принц не признал сына Виктора Амадея (род. 1728) от Жанны Елизаветы ле Лион.